# Юлска монархия
Юлската монархия (на френски: Monarchie de juillet) е период в историята на Франция от Юлската революция (1830) до Февруарската революция (1848). Периодът е свързан с управлението на крал Луи-Филип и господството на финансовата аристокрация. Бележи края на Реставрацията на Бурбоните (1814 – 1830). Започва с преврат срещу консервативното правителство на Шарл X.
Луи-Филип е член на по-либералния Орлеански клон на династията на Бурбоните и се провъзгласява за „крал на французите“ (вместо „крал на Франция“), акцентирайки върху народните корени на управлението си. Кралят обещава да следва „справедливата среда“, избягвайки екстремните влияния както в левицата, така и в десницата.
Юлската монархия е доминирана от заможни буржоа и много бивши наполеонови държавници. Тя следва консервативни политики, особено под влиянието на Франсоа Гизо (1840 – 1848). Кралят поощрява приятелските отношения с Обединеното кралство и Белгия, индустриализира Франция и спонсорира колониалните завоевания, особено в Алжир. Към 1848 г. много държави в Европа са обхванати от революции, популярността на краля се срива и той е свален от власт.